# Lingua kalanga
La lingua kalanga (nome nativo tjikalanga) è una lingua bantu dell'Africa meridionale.
Il kalanga appartiene al sottogruppo delle lingue shona delle lingue bantu, e ha affinità con alcuni dialetti della lingua shona e con il manyika.
Il kalanga viene parlato da circa 850.000 persone stanziate prevalentemente nello Zimbabwe (700.000 parlanti, anno 2000) e nel Botswana orientale (150.000 parlanti, anno 2004). La maggior parte dei parlanti è bilingue con altri idiomi prevalenti nella zona, lo ndebele e lo shona nello Zimbabwe e il tswana in Botswana.